# 그래퍼
그래퍼(Grapher)는 OS X에 2D와 3D 그래프를 만들 수 있는 응용 프로그램이다. 코코아로 만들어졌다.